# Guščarski petoprst
Guščarski petoprst (lat. Argentina anserina, sin. i bazionim Potentilla anserina) biljka je iz porodice Rosaceae. Koristi se kao ljekovita biljka. Korijen biljke je jestiv.

## Sastav
Sadrži taninske tvari (5-10 %), organske kiseline, flavonoide, masno ulje. Korijen sadrži škrob i bjelančevine.

## Primjena u narodnoj medicini
Analgetik;  Antidiareja;  Antispazmodik;  Astringent;  Diuretik;  Haemostatik;  Odontalgik;  
Tonik.

## Vanjske poveznice
https://pfaf.org/user/Plant.aspx?LatinName=Potentilla+anserina